# Eugenius Warming
Johannes Eugenius Bülow Warming (Mandø, 3 novembre 1841 – Copenaghen, 2 aprile 1924) è stato un botanico danese.

## Biografia
Dopo aver compiuto un lungo viaggio (1863-1866) in Brasile, fu insegnante a Stoccolma (1882-1886), poi a Copenaghen.
A lui si devono moltissimi lavori botanici tra cui "Plantesamfund“ (1895). Fu socio dei Lincei.